# Осејџ (Оклахома)
Осејџ (енгл. Osage) град је у америчкој савезној држави Оклахома.

## Демографија
По попису из 2010. године број становника је 156, што је 32 (-17,0%) становника мање него 2000. године.
| Група             | 2000.       | 2010.       |
| Белци             | 147 (78,2%) | 138 (88,5%) |
| Афроамериканци    | 1 (0,5%)    | 0 (0,0%)    |
| Азијати           | 0 (0,0%)    | 0 (0,0%)    |
| Хиспаноамериканци | 0 (0,0%)    | 0 (0,0%)    |
| Укупно            | 188         | 156         |